# Nomia robinsoni
Nomia robinsoni är en biart som beskrevs av Cresson 1865. Nomia robinsoni ingår i släktet Nomia och familjen vägbin. Inga underarter finns listade i Catalogue of Life.